# Benedykt Michałowski
Benedykt Michałowski (ur. 21 marca 1957, zm. 21 lutego 2013 w Słupsku) – polski lekkoatleta, specjalista pchnięcia kulą.
Był wicemistrzem Polski w pchnięciu kulą w 1994 oraz brązowym medalistą w 1992, a także brązowym medalistą w hali w 1983 i 1991.
Później z powodzeniem startował w zawodach weteranów, zdobywając medale mistrzostw świata i Europy.
Jego rekord życiowy w pchnięciu kulą wynosił 17,82 m i był ustanowiony 17 maja 1981 w Bydgoszczy